# Йонні Сарккінен
Йонні Куннарі Сарккінен (фін. Jonni Kunnari Sarkkinen; нар. 29 квітня 2002, Ювяскюля, Західна Фінляндія) — фінський борець греко-римського стилю, бронзовий призер чемпіонату Європи серед юніорів, чемпіон та срібний призер чемпіонатів Європи серед молоді, учасник Олімпійських ігор.

## Життєпис
Виступає за борцівський клуб «Харджун Войма». Особистий тренер — Велі-Каррі Суомінен.

### Родина
Мати — Туулі Матінсало (аеробіка), дворазова чемпіонка світу, чотириразова чемпіонка Європи.
Брат — Юусо Сарккінен (футболіст), професійно грає за ФК «Вааякоскі».

## Спортивні результати на міжнародних змаганнях

### Виступи на Олімпіадах
| Змагання                    | Збірна    | Вагова категорія                 | Місце |
| --------------------------- | --------- | -------------------------------- | ----- |
| Літні Олімпійські ігри 2024 | Фінляндія | греко-римська боротьба, до 77 кг | 13    |

### Виступи на Чемпіонатах світу
| Змагання                        | Збірна    | Вагова категорія                 | Місце |
| ------------------------------- | --------- | -------------------------------- | ----- |
| Чемпіонат світу з боротьби 2023 | Фінляндія | греко-римська боротьба, до 77 кг | 24    |

### Виступи на інших змаганнях
| Змагання                                                   | Збірна    | Вагова категорія                 | Місце  |
| ---------------------------------------------------------- | --------- | -------------------------------- | ------ |
| Турнір Германа Каре 2019                                   | Фінляндія | греко-римська боротьба, до 72 кг | Бронза |
| Турнір Германа Каре 2020                                   | Фінляндія | греко-римська боротьба, до 77 кг | Бронза |
| Турнір Германа Каре 2022                                   | Фінляндія | греко-римська боротьба, до 82 кг | Золото |
| Відкритий чемпіонат Загреба з боротьби 2022                | Фінляндія | греко-римська боротьба, до 82 кг | 12     |
| Тор Мастерс 2022                                           | Фінляндія | греко-римська боротьба, до 82 кг | Срібло |
| Кубок Арво Хаавісто 2022                                   | Фінляндія | греко-римська боротьба, до 82 кг | Золото |
| Турнір Германа Каре 2023                                   | Фінляндія | греко-римська боротьба, до 82 кг | Золото |
| Відкритий чемпіонат Загреба з боротьби 2023                | Фінляндія | греко-римська боротьба, до 82 кг | 7      |
| Меморіал Імре Поляка та Яноша Варги 2023                   | Фінляндія | греко-римська боротьба, до 77 кг | 5      |
| Гран-прі Німеччини з боротьби 2023                         | Фінляндія | греко-римська боротьба, до 77 кг | 5      |
| Кубок Арво Хаавісто 2023                                   | Фінляндія | греко-римська боротьба, до 82 кг | Золото |
| Відкритий чемпіонат Загреба з боротьби 2024                | Фінляндія | греко-римська боротьба, до 77 кг | 18     |
| Турнір Дана Колова — Николи Петрова 2024                   | Фінляндія | греко-римська боротьба, до 77 кг | 18     |
| Олімпійський кваліфікаційний турнір з боротьби 2024 (Баку) | Фінляндія | греко-римська боротьба, до 77 кг | Золото |
| Кубок Владислава Пітласинські 2024                         | Фінляндія | греко-римська боротьба, до 82 кг | Срібло |

### Виступи на змаганнях молодших вікових груп
| Змагання                                          | Збірна    | Вагова категорія                 | Місце  |
| ------------------------------------------------- | --------- | -------------------------------- | ------ |
| Північний чемпіонат з боротьби серед кадетів 2017 | Фінляндія | греко-римська боротьба, до 63 кг | 12     |
| Північний чемпіонат з боротьби серед кадетів 2018 | Фінляндія | греко-римська боротьба, до 71 кг | Бронза |
| Північний чемпіонат з боротьби серед кадетів 2019 | Фінляндія | греко-римська боротьба, до 80 кг | Срібло |
| Чемпіонат Європи з боротьби серед кадетів 2019    | Фінляндія | греко-римська боротьба, до 80 кг | 10     |
| Чемпіонат світу з боротьби серед кадетів 2019     | Фінляндія | греко-римська боротьба, до 80 кг | 5      |
| Чемпіонат Європи з боротьби серед юніорів 2021    | Фінляндія | греко-римська боротьба, до 77 кг | Бронза |
| Чемпіонат світу з боротьби серед юніорів 2021     | Фінляндія | греко-римська боротьба, до 77 кг | 19     |
| Північний чемпіонат з боротьби серед молоді 2022  | Фінляндія | греко-римська боротьба, до 82 кг | Срібло |
| Чемпіонат Європи з боротьби серед молоді 2022     | Фінляндія | греко-римська боротьба, до 82 кг | Срібло |
| Чемпіонат світу з боротьби серед молоді 2022      | Фінляндія | греко-римська боротьба, до 82 кг | 11     |
| Чемпіонат світу з боротьби серед молоді 2022      | Фінляндія | греко-римська боротьба, до 82 кг | 12     |
| Чемпіонат Європи з боротьби серед молоді 2023     | Фінляндія | греко-римська боротьба, до 82 кг | Золото |